# East Riding of Yorkshire
East Riding of Yorkshire, ofta bara kallat East Riding, är ett ceremoniellt grevskap i norra England i Storbritannien. Det ligger i det traditionella grevskapet Yorkshire och den moderna regionen Yorkshire och Humber. Ordet riding, på svenska treding, har fornnordiskt ursprung och syftar på något som är tredelat, i det här fallet Yorkshire. Dagens distrikt och ceremoniella grevskap är uppkallat efter den historiska tredingen med samma namn, som också var ett ceremoniellt och administrativt grevskap fram till 1974. Yorkshire var fram till 1974 uppdelat i East Riding, West Riding och North Riding of Yorkshire, samt staden York, som stod utanför riding-indelningen. Mellan 1974 och 1996 utgjorde dagens East Riding norra delen av grevskapet Humberside.
Det ceremoniella grevskapet omfattar två enhetskommuner; dels kommunen East Riding of Yorkshire, dels City of Kingston upon Hull (Hull), som är det ceremoniella grevskapets största stad. Grevskapet gränsar till North Yorkshire, South Yorkshire och Lincolnshire. 

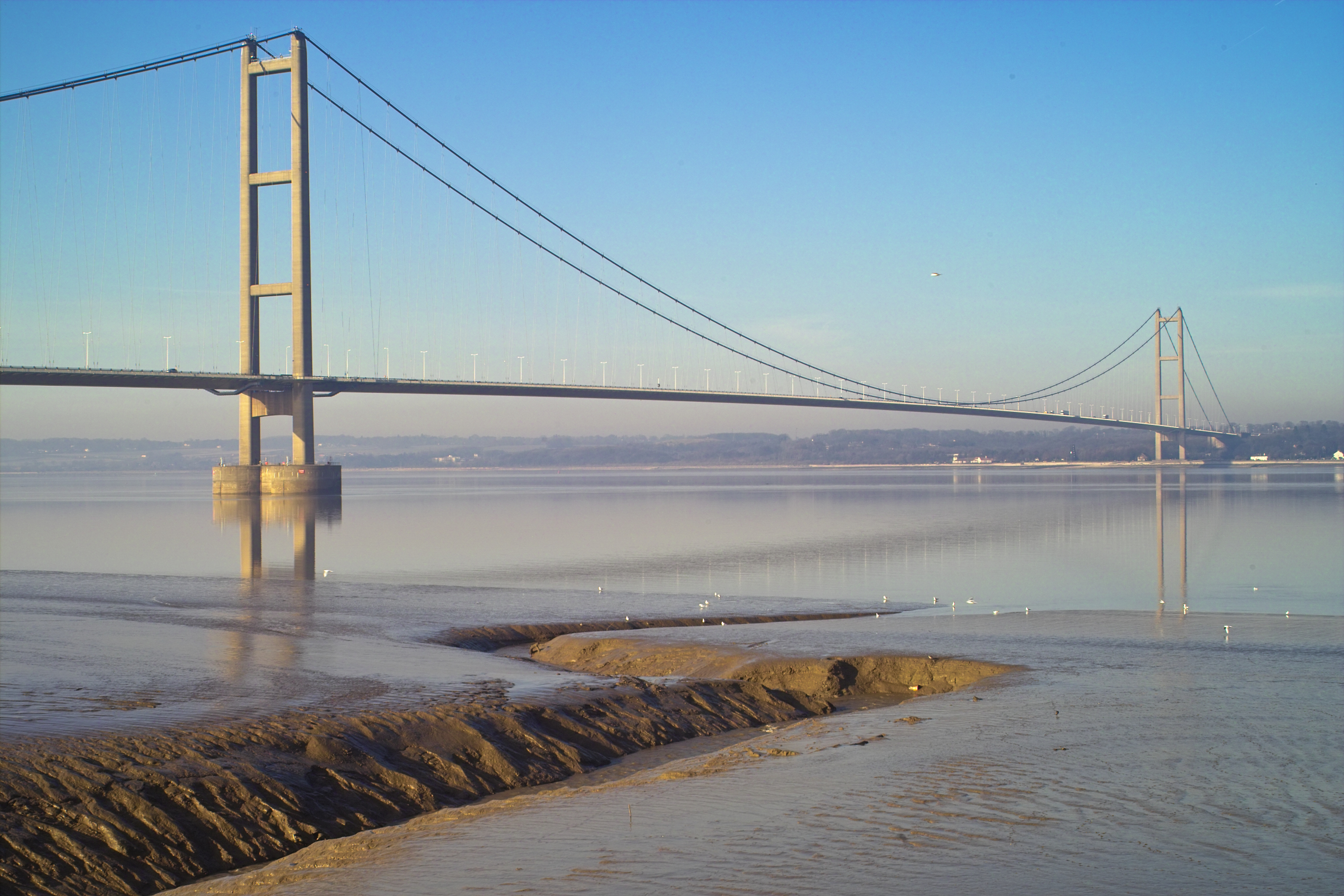
Bron Humber Bridge (som här syns vid lågvatten) spänner över flodmynningen Humbers utlopp i Nordsjön.

## Geografi
Geologiskt är East Riding uppdelat i två delar. Den västra delen är Yorkshire Wolds, en kalkformation som sträcker sig från Humber vid North Ferriby till kusten vid kalkudden Flamborough Head. Den sydöstra delen är den låglänta kustslätten Holderness, som i öster avgränsas av Nordsjön och i söder av Humber. Söder om Flamborough Head ligger Bridlington Bay med flera sandstränder, och längst i sydost i distriktet ligger halvön Spurn.
Kusten har eroderats märkbart under de senaste 2 000 åren vilket har lett till att många tidigare samhällen har översvämmats. Ett av dessa samhällen var Ravenser Odd, som var en viktig hamn fram till att det förstördes på 1300-talet. Erosionen är fortfarande ett problem i området, och flera strandförstärkningar har genomförts.

## Historia
East Riding har funnits sedan urminnes tider. Det fick en egen lordlöjtnant efter restaurationen, och hade en egen Quarter Sessions-domstol. Därför fick det också ett eget landsting (county council) när sådana upprättades 1889. Hull var en landstingsfri stad (county borough) och ingick därmed inte i det administrativa grevskapet East Riding. Jämfört med särskilt West men även North Riding växte befolkningen långsamt och uppgick till 500 000 1971.
Vid kommunreformen 1974 ersattes East Ridings landsting och lordlöjtnant av det nya grevskapet Humberside, som även omfattade norra Lincolnshire. Vissa gränsjusteringar skedde också mot resten av Yorkshire. Skapandet av ett grevskap på båda sidor om Humber var inte populärt, trots den utlovade Humber Bridge (som öppnades 1981), och identifikationen med Yorkshire och dess East Riding var fortsatt stark. Detta ledde till att grevskapet upplöstes vid kommunreformen under 1990-talet. I dess ställe kom fyra enhetskommuner, varav de två söder om Humber återfördes till Lincolnshire för ceremoniella ändamål. Norr om floden återupprättades lordlöjtnantsämbetet för East Riding of Yorkshire, som förutom den nybildade enhetskommunen med detta namn även omfattar staden Hull. Hela det tidigare Humberside har dock fortfarande gemensam polis och räddningstjänst.

## Transport
East Riding har bara en kort motorvägssträcka, M62. Tillsammans med landsvägen A63 binder den ihop Hull med West Yorkshire och resten av det brittiska motorvägnätet. M18 tangerar också distriktet nära Goole.
Humber Bridge är en vägbro som tar A15 mellan Hessle väster om Hull och Barton-upon-Humber i Lincolnshire. Väster om denna punkt korsas floden först vid Goole (där den heter Ouse) av tre broar: järnvägen, M62 och A614. Innan Humber Bridge byggdes fanns en färjeförbindelse mellan North och South Ferriby.
Hull Paragon är en stor järnvägsstation, med linjer till Sheffield, York och Scarborough. Tågoperatörerna i området är Northern Rail, East Coast First TransPennine Express och Hull Trains, där den senare bedriver expresståg till London utanför upphandlingssystemet.
Närmaste flygplats är Humberside Airport söder om Humber Bridge.

## Sport
Sport på riksnivå i området är koncentrerat till Hull. Fotbollslaget Hull City AFC spelar i Football League Championship, medan rugby league-lagen Hull FC och Hull Kingston Rovers spelar i Super League respektive Rugby League National League, League One.